# Nyakas Miklós (politikus)
Nyakas Miklós (Gyula, 1942. szeptember 16. – Hajdúböszörmény, 2020. szeptember 13.) politikus (MDF), önkormányzati képviselő, tanár, tanító, muzeológus.

## Családja
Nyakas Miklós Antal nevű felmenője bizonyíthatóan a letelepült hajdúság első nemzedékéhez tartozott, valamint részt vett a Bocskai-felkelésben is. 1610-ben II. Mátyástól nemesi levelet kapott. Antal unokáját, Istvánt Nánáson 1702-ben a hajdúnemesek között írták össze; 1696-ban Nánás város hadnagya, majd 1705-ben átveszi megőrzésre „az ecclesiához tartozó edényeket” és iratokat.  
Édesanyja, Nyakas Miklósné Varga Etelka (Debrecen, 1914. december 19. – Debrecen, 1984. december 22.) a magyar népművészet hagyományainak ismeretét és szeretetét a Nyíregyházi Tanítóképzőben sajátította el. Az 1950-es évek elején fedezte fel a Hajdúságban és Debrecenben a népi szövőmesterség értékeit, s kutatni kezdte és újraalkotta Hajdú-Bihar szőtteseit, ezután a tanítói pályát felcserélte a szövőmesterséggel. A kenderből, lenből, gyapjúból szőtt alkotásain a rozmaringág, a szegfű, a csillag, madárfigurák formái elevenednek meg. 1960-ban lett népi iparművész, 1965-ben a Népművészet Mestere. Két testvére van.  
Középfokú tanulmányait 1957 és 1961 között a debreceni Fazekas Mihály Gimnáziumban végezte, majd a Kossuth Lajos Tudományegyetem bölcsészettudományi karának magyar történelem szakán szerzett diplomát (1961 – 1966). Bölcsészdoktori címét 1974-ben védte meg középkori magyar történelemből. Az egyetem elvégzése után a sárospataki II. Rákóczi Ferenc Gimnáziumban tanított, majd 1970-től a hajdúböszörményi Hajdúsági Múzeum történész–muzeológusaként, 1976-tól nyugdíjazásáig pedig az intézmény igazgatójaként dolgozott. 1968-ban nősült, felesége Bánya Ildikó, aki a hajdúböszörményi főiskolán magyar nyelvet és nyelvművelést tanított. Két gyermeke és öt unokája van. 

## Díjai, elismerései
- Szocialista Kultúráért (1978)
- Kölcsey Ferenc emlékdíj (2002)
- Pro Regione (Nagyalföld Alapítvány, 2008) Az előbbi megyei, az utóbbi regionális kitüntetés.
- Hajdúböszörmény város Díszpolgára (2011)

## Munkássága
Fő kutatási területe a hajdúság története, helytörténeti és regionális kutatások, kiemelten a Hajdúböszörmény és a hajdúvárosok, a Hajdúkerület, Partium és a Nagyalföld területe. Kiemelten foglalkozott a Hajdúkerület kialakulásával, monográfiája jelent meg Hajdú megye megszervezéséről (Hajdú vármegye létrejötte = HKözl 11. 1983. 98. p. 2. térkép Hajdúböszörmény), elsőként gyűjtötte össze és rendszerezte Hajdú-Bihar megye települési címereit (Hajdú-Bihar megye címerei = Hajdúsági Közlemények 16. 1991. 123. p. Hajdúböszörmény) E tárgykörben több száz kisebb-nagyobb írása jelent meg, főleg múzeumi, levéltári kiadványokban, évkönyvekben, országos és regionális folyóiratokban.
Főbb publikációi: Sillye Gábor – A szabadságharc kormánybiztosa, a Hajdúkerület utolsó főkapitánya 1817-1894 (1980), Hajdúböszörmény sajtótörténete. 1982. 76. p.; Csorba Sándorral közösen: A Kölcsey-család geneológiája és – címere. A Kölcsey Társaság Füzetei 5. Fehérgyarmat, 1993. 117 p. Hajdúkerületi statútumok 1696/8 – 1844 (Studia Oppidorum Haidonicalium X.) Hajdúböszörmény, 2003. A hajdúvárosok katonai szerepének alakulása a 17. század második felében (Studia Agriensia 14. Eger, 1993. 177-192. p.; Hajdú vármegye létrejötte (1983), Böszörmény a múló időben (2000), Eltűnt iratok nyomában. Egy hajdanvolt kiváltságolt kerület, a Báródság (2001), A Hajdúvárosok a magyar diétán 1792-1848 (2002), A bihari kishajdú városok története. (2005). 
Szerkesztette a Hajdúsági Múzeum Évkönyveit, a Hajdúsági Közlemények c. sorozatot, a Studia Oppidorum Haidonicalium c. kismonográfia sorozatot, illetve a Hajdú – Bihar megye gondozásában megjelenő, s a Bocskai Szabadságharc Négyszáz Éve c. sorozatot.
Rendszeresen tart tudományos és ismeretterjesztő előadásokat. A Hajdúsági Nemzetközi Művésztelep Kuratóriumának, és a Hajdúsági Múzeum Baráti körének tb. elnöke. A Magyar Demokrata Fórum alapító tagja, a rendszerváltás utáni első megyei választmányának elnöke. 1990-től 2002-ig hajdúböszörményi önkormányzati képviselő, kulturális bizottsági elnök. 2002-től a Hajdú-Bihar Megyei Közgyűlés tagja, a regionális kapcsolatok bizottságának elnökhelyettese. 2002–2010 között tagja a Hajdú-Bihar megyei közgyűlés Művelődési, Sport és Civil Kapcsolatok Bizottságának, illetve a megyei önkormányzat Bocskai Munkabizottságnak. Többször tartott szemesztereket a KLTE-n, illetve a Debreceni Egyetemen. 
Az MTA által rendezett Bocskai emlékkonferencián Bocskai és a hajdúk kapcsolatát méltatta. 2008-ban a következő tudományos konferenciákon tartott előadást: A hajdúkérdés Bocskai halála után. A második hajdúfelkelés (Debrecen, Déri Múzeum, 2008. márc. 28.); Thököly és a hajdúvárosok. Thököly Imre. Nemzetközi Tudományos Konferencia. (Hajdúszoboszló), Bihari hajdúság – korai kurucság Esze Tamás halálának 300. évfordulója (Tarpa-Vaja), Báthory Gábor hajdúpolitikája. Báthory Gábor. Nemzetközi Tudományos Konferencia (Debrecen, Nyírbátor) Rendszeresen publikál helyi újságokban, jelenleg folyamatban egy nagyszabású cikksorozat közlése a Szókimondóban a hajdúságról.  
Újabban fontosabb könyvei: Nagy András hajdúgenerális. 2008 (második kiadás 2012), Bocskai István váradi főkapitányt illető levelek. Debrecen – Nagyvárad, 2009. Ismeretlen adatok Derecske hajdú múltjából Derecske, 2010., Kismarjai Bocskai István nemzetsége és nagysága (Kiállítás vezető) 2010. A hajdúk letelepítése Hajdúböszörményben (második, bővített kiadás), 2010. 
Több előadást tartott a Hajdúböszörményben rendezett építész-konferenciákon. Tanulmánya jelent meg a Nagyváradon kiadott Kálvin emlékkötetben (2010), és a Hajdúszoboszlón kiadott Thököly-emlékkötetben (2010).